# بنفسج أغبس الأوراق
بنفسج أغبس الأوراق (الاسم العلمي:Viola fuscifolia) هو نوع من النباتات يتبع جنس البنفسج من فصيلة البنفسجية.